# Gerald Teschl
Pour les articles homonymes, voir Teschl.
Gerald Teschl (né le 12 mai 1970 à Graz) est un physicien mathématicien et professeur de mathématiques autrichien. Il travaille dans le domaine de la physique mathématique, en particulier la théorie spectrale directe et inverse avec application à des équations différentielles partielles totalement intégrables (équations de solitons).

## Formation et carrière
Après des études de physique à l'université technique de Graz (thèse de diplôme 1993), il obtient un doctorat en mathématiques à l'université du Missouri à Columbia. Le titre de sa thèse dirigée par Fritz Gesztesy est Spectral Theory for Jacobi Operators et consacrée à la théorie spectrale pour les opérateurs de Jacobi (1995). Après un stage postdoctoral à l'École supérieure polytechnique de Rhénanie-Westphalie (1996/97) à Aix-la-Chapelle, il part à Vienne, où il reçoit son habilitation à l'université de Vienne en mai 1998. Depuis, il y est professeur de mathématiques. 

## Travaux
Ses plus importantes contributions concernent la théorie de Sturm-Liouville, les opérateurs de Jacobi (en) et le réseau de Toda. Il travaille également dans le domaine de la biomathématique, en particulier dans le champ récent de l'analyse des gaz de respiration (en), et il a écrit un ouvrage remarqué (Mathematics for Computer Science, en allemand) avec son épouse, Susanne Teschl (1971-).

## Prix et distinctions
En 1997, il reçoit le prix Ludwig Boltzmann (en) de la Société physique autrichienne (en), 1999 le prix de la Société mathématique autrichienne. En 2006, il reçoit le prestigieux prix Start du Fonds autrichien pour la science (en) (FWF). En 2011, il devient membre de l'Académie autrichienne des sciences (ÖAW). 

## Publications
- (en) Gerald Teschl, Ordinary Differential Equations and Dynamical Systems, Providence, American Mathematical Society, coll. « Graduate Studies in Mathematics » (no 140), 2012, 356 p. (ISBN 978-0-8218-8328-0, lire en ligne)[2].
- avec Julian King, Helin Koc,  Karl Unterkofler, Pawel Mochalski, Alexander Kupferthaler, Susanne Teschl, Hartmann Hinterhuber, Anton Amann (en): Physiological modeling of isoprene dynamics in exhaled breath,  J. Theoret. Biol.  267  (2010), 626–637. .
- Mathematical Methods in Quantum Mechanics with Applications to Schrödinger Operators, American Mathematical Society, Graduate Studies in Mathematics, Volume 99, 2009,  (ISBN 978-0-8218-4660-5) .
- (en) Gerald Teschl, Mathematical Methods in Quantum Mechanics; With Applications to Schrödinger Operators, AMS, 2014 (lire en ligne)
- avec Susanne Teschl: Mathematik für Informatiker, 2 vol, Springer Verlag, vol. 1 (Diskrete Mathematik und Lineare Algebra), 3e éd 2008,  (ISBN 978-3-540-77431-0), vol. 2 (Analysis und Statistik), 2e éd 2007,  (ISBN 978-3-540-72451-3).
- avec Fritz Gesztesy, Helge Holden (en) et Johanna Michor: Soliton Equations and their Algebro-Geometric Solutions, Volume 2 (1+1 dimensional discrete models), Cambridge Studies in Advanced Mathematics Bd.114, Cambridge University Press 2008,  (ISBN 978-0-521-75308-1).
- avec Spyridon Kamvissis: Stability of periodic soliton equations under short range perturbations, Phys. Lett. A 364 (2007), 480–483.
- Jacobi Operators and Completely Integrable Nonlinear Lattices, American Mathematical Society, Mathematical Surveys and Monographs, Volume 72, 2000,  (ISBN 0-8218-1940-2)
- avec Fritz Gesztesy et Barry Simon: Zeros of the Wronskian and renormalized oscillation theory,  Am. J. Math. 118 (1996) 571–594.  DOI 10.1353/ajm.1996.0024.